# Sharp
SHARP Corporation (яп. シャープ株式会社) — японська корпорація, виробник електроніки.

## Історія
Історія корпорації SHARP почалася 15 вересня 1912 року, коли молодий токієць Токудзі Хаякава зареєстрував свою фірму з ремонту металовиробів. Під офіс Хаякава орендував невелике приміщення в центрі Токіо. Він придумав пряжку для ременів західного стилю під назвою «Токубідзе». У 1915 році Хаякава запатентував і налагодив виробництво механічного олівця в нікелевому корпусі, який позиціонувався як «вічно гострий» (англ. ever-sharp pencil), оскільки не вимагав заточення. Це і дало назву корпорації (слово «sharp» у перекладі з англійської означає «гострий»). У вересні 1923 року олівцева фабрика згоріла під час пожежі. Відновлювати завод у Хаякави не було сил, і він створив нову фабрику по виробництву олівців Hayakawa Metal Works в Осаці, де по теперішній час розташовується штаб-квартира SHARP Corporation.
У 1925 році Хаякава, побачивши в одному з магазинів радіоприймач, і вирішив пов'язати свою подальшу долю з виробництвом радіо. Про принципи радіо і основи електрики Хаякава нічого не знав, але вирішив зібрати радіоприймач на свій страх і ризик. У квітні того ж року він зібрав перший працюючий радіоприймач, якому вперше було присвоєно ім'я SHARP. Переживши важкі воєнні та повоєнні роки, компанія SHARP почала нарощувати випуск радіоприймачів.
У 1926 році, після демонстрації в США телевізійного зображення, Токудзі Хаякава попутно зайнявся телевізійної технологією. У 1951 році компанія продемонструвала перший в країні працюючий прототип телевізора, а в 1952 році уклала ліцензійну угоду з американською корпорацією RCA. Перша модель телевізора носила маркування SHARP TV3-14T.
У 1952 році SHARP випустила свої перші пральну машину і холодильник. У 1961 році була розроблена перша в країні мікрохвильова піч, вже наступного року пущена в масове виробництво.
За свою більш ніж 80-річну історію корпорацію SHARP неодноразово називали «першою», причому не стільки в сфері бізнесу, як у сфері нових технологій і винаходів.
В даний час SHARP являє собою широку мережу філій, що займаються виробництвом і маркетингом продукції, а також кілька великих науково-дослідних центрів і лабораторій, зайнятих розробкою нових технологій.
Виробнича сфера діяльності корпорації включає в себе виробництво побутової, офісної, відеоелектроніки, інформаційних систем і електронних компонентів. Успіх досягається за рахунок поєднання високої якості з помірними цінами плюс унікальні особливості.
Президентом корпорації є Кацухіко Матіда.
Статутний капітал корпорації станом на 31 серпня 2001 становить 204 153 мільйонів японських єн (1 660 мільйонів доларів США).
Як виробник електроніки, SHARP входить до списку 20–ти найбільших компаній галузі за обсягами продажів та у список 100 компаній, які найбільше вкладають ресурсів у дослідження та нові розробки.

## Структура корпорації SHARP
- Осідок в Осаці
- Група теле-та відеосистем
- Група зв'язку та аудіосистем
- Група побутових приладів
- Група інформаційного обладнання
- Група друкуючих і копіювальних систем
- Група мікросхем
- Група електронних компонентів
- Група рідкокристалічних дисплеїв

Всього структура корпорації SHARP нараховує 27 торгових відділень у 23 країнах світу, 24 виробничі бази в 14 країнах, 9 представництв в 5 країнах, 5 науково-дослідних баз в 3 країнах. По всьому світу в корпорації SHARP працює 58400 чоловік, у тому числі 30 900 чоловік — в Японії.
Оновлений девіз корпорації говорить: Ми робимо продукти, які інші хочуть повторити.

## Основні події в історії корпорації
- 1912 — Патент на винахід металевої пряжки для ременя, виданий Токудзі Хаякава, засновникові SHARP;
- 1915 — Винахід механічного олівця, що не вимагає заточування («вічно-гострого олівця»);
- 1925 — Перша збірка і початок продажів приймача з напівпровідниковим детектором;
- 1929 — Виробництво SHARP Dyne — першого приймача на вакуумних трубках;
- 1953 — Початок масового виробництва телевізорів;
- 1960 — Початок масового виробництва кольорових телевізорів;
- 1962 — Розробка і масове виробництво мікрохвильових печей;
- 1964 — Розробка і масове виробництво першого у світі електронного настільного калькулятора на напівпровідниках (перший повністю транзисторний калькулятор був представлений в 1964 компанією Sony в Нью-Йорку);
- 1966 — Розробка електронних настільних калькуляторів на інтегральних мікросхемах;
- 1969 — Розробка електронних калькуляторів на основі надвеликих інтегральних схем (НВІС);
- 1973 — Розробка першого у світі електронного калькулятора з рідкокристалічним дисплеєм;
- 1976 — Серійне виробництво КМОН ВІС на основі плівкових носіїв ВІС. Розробка електронних калькуляторів товщиною 7 мм з використанням цих ВІС. Розробка сонячних батарей для використання у відкритому космосі на штучному супутнику «UME»;
- 1979 — Розробка і початок продажів кишенькового англо-японського електронного перекладача;
- 1981 — Розробка лазерного світлодіода. Розробка і початок продажів стереопрогравачів з автоматичним поворотом платівки;
- 1982 — Розробка кишенькових комп'ютерів на мові BASIC;
- 1983 — Масове виробництво ультратонких електролюмінесцентних дисплеїв;
- 1984 — Розробка мікрохвильової печі з автоматичним визначенням типу і кількості продукту і часу його приготування;
- 1987 — Розробка і початок продажів магнітно-оптичних дисків з можливістю перезапису Розробка багатофункціональних електронних органайзерів;
- 1988 — Розробка першого у світі 14-дюймового дисплея з активною матрицею на рідких кристалах, що поклало початок нової ери рідкокристалічних дисплеїв;
- 1989 — Початок продажу перших у світі холодильників із двосторонніми дверима;
- 1990 — Розробка першого у світі повнокольорового настільного факсимільного апарата;
- 1992 — Початок продажу відеокамери ViewCam Hi-8mm з 14-дюймовим РК-екраном;
- 1993 — Розробка і впровадження багатофункціонального персонального помічника (органайзера);
- 1994 — Розробка 21-дюймового кольорового TFT-дисплея для мультимедійного використання;
- 1995 — Розробка найбільшого у світі 28-дюймового дисплея з активною матрицею що став можливим завдяки спільному застосуванню технологій провідних виробників;
- 1996 — Поява комп'ютера ноутбука Mebius з доступом в Інтернет і дисплеєм з 30 % поліпшенням яскравості. Розробка цифрового помічника «ZAURUS» з кольоровим дисплеєм і доступом в Інтернет;
- 1997 — Розробка високовідбиваючого супермобільного TFT-дисплея, що має 260 000 кольорів. Він не вимагає підсвічування і має вражаючу чіткість зображення навіть при прямому сонячному світлі;
- 1998 — Розробка технології монокристалічного кремнію (CGS) — основи для майбутніх комп'ютерів товщиною в кілька міліметрів. («Листових комп'ютерів»);
- 2011 — Укладання угоди з Apple щодо постачання дисплеїв і спільної роботи над створенням нової телевізійної системи iTV[10];
- 2023 — Укладання довгострокової угоди з Huawei про перехресне ліцензування технологій, що стосуються стандартів стільникового зв’язку, включаючи 4G та 5G, яка дозволяє сторонам визнавати інтелектуальну власність один одного та спрощувати роботу у сфері стандартизації[11].

## Фінансові показники
Обсяг продажів корпорації за 2022 фінансовий рік (завершився 29 лютого 2024 року) — досяг 2,55 трильйона ієн. Це являє собою невелике збільшення порівняно з показником попереднього року в 2,5 трильонів ієн. 